# Bernhard Hirt
Bernhard Hirt (* 1971) ist ein deutscher HNO-Arzt und Anatom. Seit 2015 ist er W3-Professor für Anatomie und Direktor des Instituts für Klinische Anatomie und Zellanalytik an der Eberhard Karls Universität in Tübingen.

## Ausbildung und Werdegang
Nach dem Abitur studierte Bernhard Hirt von 1992 bis 1999 Medizin in Tübingen, San Francisco und an der LMU München. Hier erhielt er 1999 auch die Approbation. Bis zu seiner Promotion am Anatomischen Institut der Universität Tübingen im Jahre 2000, die er mit der Note Summa cum laude abschloss, arbeitete er als wissenschaftlicher Mitarbeiter des Anatomischen Instituts. Ab dem Jahr 2001 arbeitete er als Arzt in Weiterbildung an der HNO-Klinik Tübingen. 2007 erhielt er den Facharzt für Hals-Nasen-Ohren-Heilkunde. Im Jahre 2011 erhielt er zusätzlich den Facharzt für Anatomie. Bereits seit 2008 leitete er die Klinische Anatomie der Universität Tübingen und war Oberarzt für Hals-Nasen-Ohren-Heilkunde. Nach seiner Habilitation in Anatomie im Jahr 2012 erhielt er 2014 den Ruf zu einer W2-Professur an der HHU Düsseldorf. Diese gab er 2015 zugunsten einer W3-Professur an der Universität Tübingen auf. Seit 2015 ist er außerdem Studiendekan der Vorklinik an der Universität Tübingen.

## Forschungsgebiete
Die Forschungsschwerpunkte von Bernhard Hirt sind die minimalinvasive Chirurgie und die Schädelbasischirurgie. Im Bereich der molekularen Forschung untersucht er u. a. die Neurosensorik.

## Preise und Auszeichnungen
- 2013: MOOC-Fellowship des Stifterverband für die Deutsche Wissenschaft
- 2014: Ars Legendi Fakultätenpreis des Stifterverbands für die Deutsche Wissenschaft und des Medizinischen Fakultätentags
- 2018: GO-Bio-Preis des Bundesministeriums für Bildung und Forschung[3]
- 2018: Anton-Waldeyer-Preis der Anatomischen Gesellschaft[4]

## Sonstiges
Bernhard Hirt ist Gründer und Leiter der Sectio chirurgica.